# Igreja de São Pedro e São Paulo (Bolman)

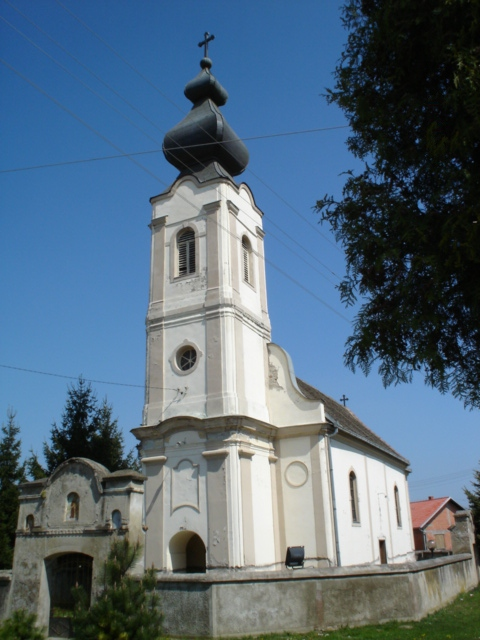
A igreja em bolman

Igreja de São Pedro e São Paulo (em croata:  Crkva svetog Petra i Pavla, em sérvio:  Црква светог Петра и Павла) em Bolman é uma igreja ortodoxa sérvia no leste da Croácia. A igreja é dedicada a São Pedro e São Paulo.
A igreja está listada no Registo de Bens Culturais da Croácia.